# 真中かおり
真中 かおり（まなか かおり、1985年10月7日 - ）は、日本の元AV女優。2008年に一旦引退する。
オールプロモーションに所属していた。
2015年7月に相原　さつき（あいはら　さつき）に改名してAV復活。
趣味・特技：ネイル・テニス

## 略歴
- 2006年に『新人×ギリギリモザイク　新人ギリギリモザイク』でAVデビュー。
- 2008年11月に自身のブログ[★真中かおりBLOG★]（現在は閉鎖）にて2008年12月に引退することを表明。
- 2008年12月末をもって引退。
- 2015年7月相原　さつきに改名し、AV復活。

## 作品

### アダルトビデオ
2006年
- 新人×ギリギリモザイク　新人ギリギリモザイク (9月19日、エスワン)
- ギリギリモザイク 淫乱美女の絶頂FUCK (10月19日、エスワン)
- ギリギリモザイク W痴女バコバコ乱交 (11月19日、エスワン)
- 痴女引越センター 6 (12月20日、イマージュ)オムニバス作品

2007年
- 天使さまっ 11 (2月2日、ゴーゴーズ)
- ERO-(e)レイプ (2月16日、TMA)オムニバス作品
- エロかわモデル強姦中出し II (2月19日、ミスター・インパクト)オムニバス作品
- レイプ中出し2 理不尽に中出しされた8人のギャル (3月10日、隼エージェンシー)オムニバス作品
- 愛しのフェラチーオ6 17人のザーメン中毒 (3月10日、隼エージェンシー)オムニバス作品
- 女子校生強制中出し XII (3月10日、隼エージェンシー)オムニバス作品
- オナニスト 第16章 (3月10日、隼エージェンシー)オムニバス作品
- 極上手コキ Vol.2 (3月19日、ミスター・インパクト)オムニバス作品
- フェラコレ2007春SP (4月12日、隼エージェンシー)オムニバス作品
- 芸能人、半落ち TVじゃ見せないエロい顔 CMタレント 真中かおり 21歳 (4月15日、トゥーマックス)
- 痴女学園 2 (4月15日、イマージュ)
- 会社説明会の受付嬢をまかされたAV女優が… 3 (4月25日、ホットエンターテイメント)オムニバス作品
- 伏見直樹のジゴロコレクター (4月25日、ホットエンターテイメント)オムニバス作品
- エロエロパーティ (4月25日、しのだプロジェクト)
- 潮吹きバラエティー‘噴射の神様’ Vol.5 完全版 (4月27日、おかず。(ケイ・エム・プロデュース))
- 水着の挑発系痴女に犯されたい (4月27日、ビッグモーカル)オムニバス作品
- 高級キャバ嬢イラマチオ (5月1日、アイデアポケット)
- ハーレム秘書奴隷 (5月15日、ジェイモデル)
- 素人コギャルHEAVEN 4時間 5 (5月25日、おかず。(ケイ・エム・プロデュース))オムニバス作品
- 痴魔女中出し (6月12日、SOUTH PORT)
- 宇宙的美少女登場! 7 (6月13日、プレステージ)
- 発情OL オフィスで… 21 (6月15日、クリスタル映像)オムニバス作品
- 寸止め 16 (6月15日、クリスタル映像)オムニバス作品
- 六本木発 高級デリ倶楽部 敏感M女 真中かおり(22才) (6月21日、AME)
- OLとヤろう! 法人第1部門 真中かおり嬢 (7月11日、プレステージ)
- フェラコレ2007夏SP (7月13日、隼エージェンシー)オムニバス作品
- Deep Lesbian 1 (7月20日、U&K)
- イカサレ4時間 5 (7月20日、おかず。(ケイ・エム・プロデュース))
- 極上痴女姉さん童貞狩り (8月3日、シャイ企画)オムニバス作品
- 6.5周年記念作品 No.1美女軍団 黒人 銀行強盗事件 中出し50連発 (8月4日、アイエナジー)
- I★SWIM 05 (8月10日、プレステージ)
- 東京FUNKYギャル 4 (8月17日、aini(ピエロ))
- 女子校生レイプ 7 (9月8日、隼エージェンシー)オムニバス作品
- 黒人デカちん乱交3 藤沢ひな×真中かおり (9月13日、カルマ)
- 私は痴女 満中模索 (9月14日、クリスタル映像)オムニバス作品
- エロGAL×2 (9月16日、マキシング)
- 60人のまるだしオマンコときもメン・黒人・マンコぶっかけ・中出し・ファック! (9月19日、ドグマ)
- 純愛レズ 5 (9月28日、aini(ピエロ))
- 残虐美人姉妹 青姦・拉致・監禁 (10月4日、ヒビノ)
- 独占!!真中かおり (10月12日、クリスタル映像)
- 日替わり妻 5 (10月12日、クリスタル映像)オムニバス作品
- JUNK CITY 陵辱ギャルハンター (10月25日、竹緒)
- 美脚挑発SEXファイル (10月26日、ビッグモーカル)オムニバス作品
- びっちょまん 6 (11月16日、クリスタル映像)オムニバス作品
- 電マ激イキFUCKERS Vol.5 (11月30日、マキシング)オムニバス作品
- お嬢さまはバックがお好き (12月21日、クリスタル映像)オムニバス作品

2008年
- THE 潮吹き 1 (2月8日、クリスタル映像)オムニバス作品
- 子供になれる薬 (3月6日、SODクリエイト)
- オトコのスケベな妄想シリーズ VOL.13 ストップモーション (3月20日、SODクリエイト)
- 淫らなお姉さんは好きですか 24 (3月28日、クリスタル映像)オムニバス作品
- こともあろうに叔父ちゃんの指が私の中へ… 17 (5月9日、東京音光)
- 次元戦隊ネオレンジャー (6月13日、GIGA)
- 関西弁ギャルと大阪デート オ◯コにめっちゃ生中出し (6月19日、ディープス)
- BIKINIマリンピック!!2008 (7月15日、ミュージアム・ネクスト)
- ヒロイン陵辱 Vol.11 (7月25日、GIGA)
- ジラしまくり2回連続射精!! (8月1日、V(ヴィ))
- ネチョレズ!VOL.2 (8月8日、U&K)
- 浴衣乱交夏祭り (8月15日、ミュージアム・ネクスト)
- 人気痴女優騙し企画 逆ナンしたら怖い人 (8月15日、ミュージアム・ネクスト)オムニバス作品
- 痴女覚醒。 (8月20日、ソルト・ペッパー)オムニバス作品
- 好きでもない女に土下座されて無理矢理中出しさせられたボク (12月4日、SODクリエイト)オムニバス作品

2009年
- エッチなお姉さんに誘われて 33 (4月24日、ケイ・エム・プロデュース)オムニバス作品
- JK・女子校生の放課後 おっぱい乳首いじり 3 (9月11日、映天)オムニバス作品
- 東京制服放課後LIFE 4時間 イマドキJKのSEX事情 (12月1日、妄想族)オムニバス作品